# Ê̦
Cette page contient des caractères spéciaux ou non latins. S’ils s’affichent mal (▯, ?, etc.), consultez la page d’aide Unicode.
Ê̦ (minuscule : ê̦), appelé E accent circonflexe virgule souscrite, est un graphème utilisé en letton par certains auteurs lorsque l’intonation syllabique est indiquée. Il s’agit de la lettre E diacritée d’un accent circonflexe et d’une virgule souscrite.

## Utilisation
En letton, ‹ ê̦ › est utilisé par certains auteurs quand l’intonation syllabique est indiquée, par exemple dans la transcription de ê̦dājs dans le dictionnaire Mīlenbahs-Endzelīns numérique. Le e accent circonflexe cédille ‹ ȩ̂ › est aussi parfois utilisé à sa place.

## Représentations informatiques
Le E accent circonflexe virgule souscrite peut être représenté avec les caractères Unicode suivants :
- composé et normalisé NFC (latin étendu - 1, diacritiques) :

| formes    | représentations | chaînes de caractères | points de code | descriptions                                                               |
| --------- | --------------- | --------------------- | -------------- | -------------------------------------------------------------------------- |
| capitale  | Ê̦               | Ê◌̦                    | U+00CA U+0326  | lettre majuscule latine e accent circonflexe diacritique virgule souscrite |
| minuscule | ê̦               | ê◌̦                    | U+00EA U+0326  | lettre minuscule latine e accent circonflexe diacritique virgule souscrite |

- décomposé et normalisé NFD (latin de base, diacritiques) :

| formes    | représentations | chaînes de caractères | points de code       | descriptions                                                                           |
| --------- | --------------- | --------------------- | -------------------- | -------------------------------------------------------------------------------------- |
| capitale  | Ê̦               | E◌̦◌̂                   | U+0045 U+0326 U+0302 | lettre majuscule latine e diacritique virgule souscrite diacritique accent circonflexe |
| minuscule | ê̦               | e◌̦◌̂                   | U+0065 U+0326 U+0302 | lettre minuscule latine e diacritique virgule souscrite diacritique accent circonflexe |